# Zacharias Geizkofler

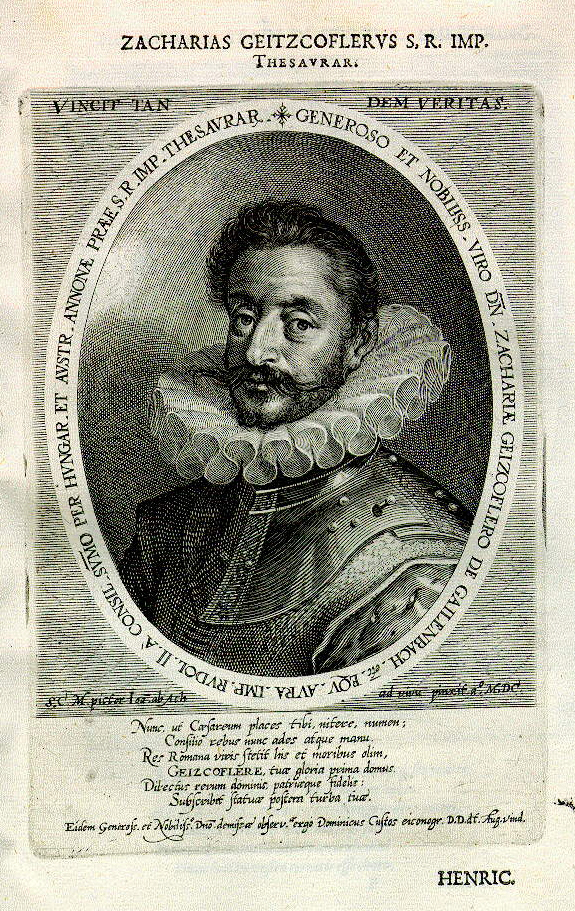
Reichspfennigmeister Zacharias Geizkofler

Zacharias Geizkofler von Gailenbach und Haunsheim (gemäß Epitaphinschrift: Zacharias Geizkofler von Reiffenegg zu Gailenbach, Haunsheim, Moos und Wäschenbeuren, Ritter; * 1. November 1560 in Brixen; † 8. Mai 1617 in Prag) war von 1589 bis 1603 Reichspfennigmeister des Heiligen Römischen Reichs. Er war Ratgeber der Kaiser Rudolf II. und Matthias und Verfasser von Gutachten zur Finanzpolitik des Reiches.

## Leben
Die Geizkofler waren in Sterzing beheimatet. Als Reformierte siedelte Zacharias’ Familie um 1567 nach Augsburg um, wo Zacharias das Gymnasium bei St. Anna besuchte. Geizkofler studierte an der Akademie in Straßburg und an der Universität Basel und lebte in Augsburg. Er war königlicher Rat am böhmischen Hof, Reichsritter und Freiherr und war von 1597 bis 1603 Generalproviantmeister der kaiserlichen Armee in Ungarn. Bereits im Jahre 1589 hatte er das Amt des Reichspfennigmeisters übernommen und hatte die Aufgabe, die Türkensteuer und andere Reichsgelder einzuziehen. Er hatte vor allem die Aufgabe, die vom Reichstag zugunsten des Reiches bewilligten Gelder einzunehmen. Auf Grund seiner Energie und seines Geschicks gelang es ihm, die Reichsstände zur Zahlung des weitaus größten Teils der Reichsumlagen und einige Bankhäuser zur Bereitstellung von finanziellen Überbrückungsmitteln zu bewegen.
Geizkofler trat im Jahr 1603 von allen seinen Ämtern zurück. Offiziell gab er dafür gesundheitliche Probleme an. Jedoch ist es wahrscheinlich, dass auch finanzielle Schwierigkeiten aufgrund der von ihm aufgenommenen Kredite, die nur schleppend durch eingehende Reichshilfen zurückgezahlt werden konnten, eine Ursache dafür waren. Weiterhin trugen wohl auch Anfeindungen durch Mitarbeiter der kaiserlichen Hofkammer und seinen Nachfolger Matthäus Welser mit dazu bei.
Er errichtete ab 1592 in Edenbergen das Schloss Gailenbach. 1607 stiftete er das Bad am Brenner. Zuvor hatte er die von Erdrutschen und Lawinen beschädigten Quellen von Grund auf sanieren lassen, wodurch auch die Vermischung mit externem Kaltwasser verhindert wurde. Daran erinnert heute noch eine Inschrift am Trinkbrunnen das Bades. Die Hauptquelle des Bades wird noch heute Sanct Zacharias genannt.
Im Jahre 1603 führte er als Herr über Haunsheim dort die lutherische Konfession ein. In der dortigen Dreifaltigkeitskirche ist er als Ritter vom güldenen Sporn vermerkt.
Nach ihm ist heute eine Grundschule in Haunsheim benannt.

## Epitaph

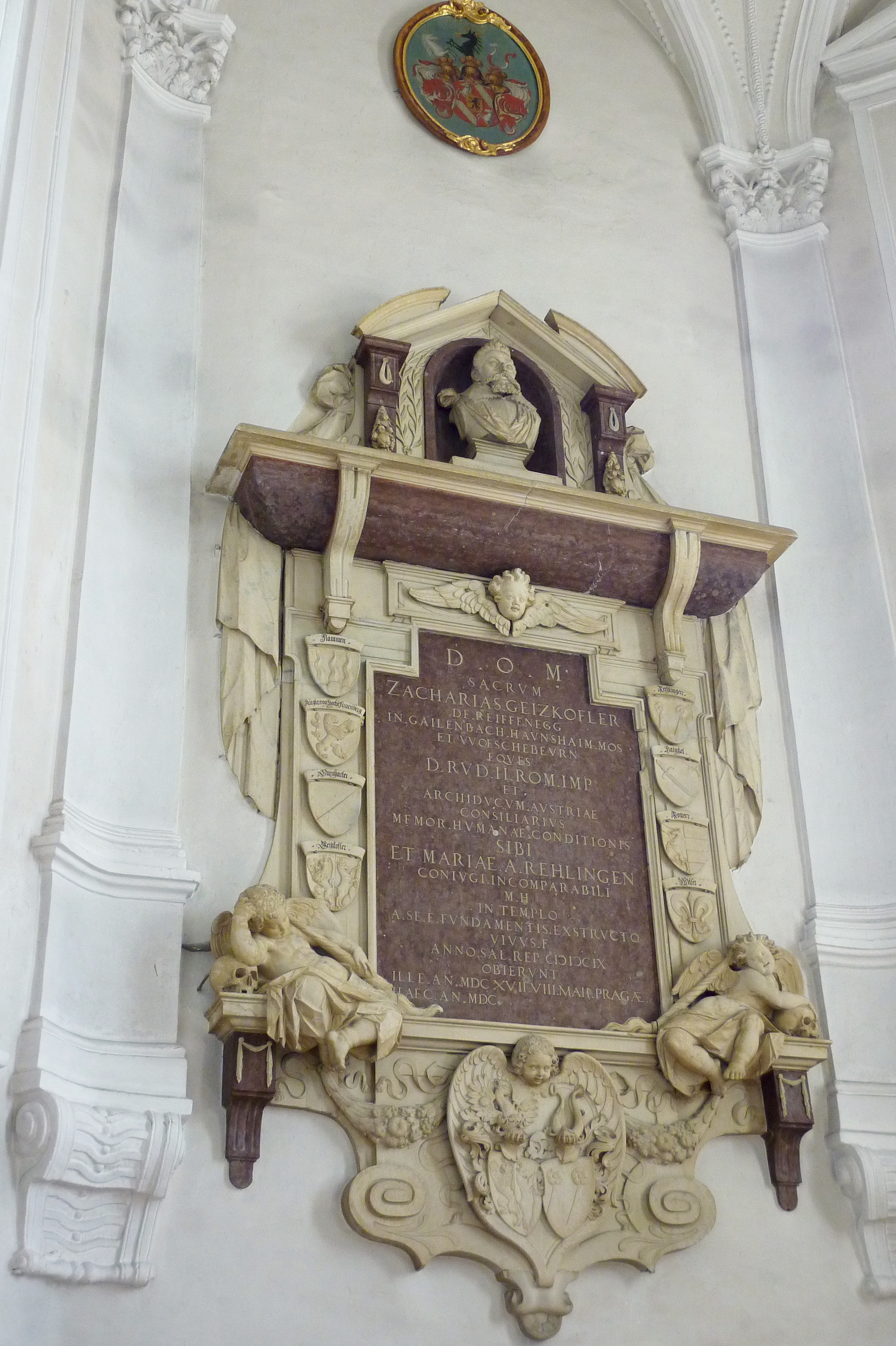
Epitaph für Zacharias Geizkofler und Maria von Rehlingen

In der Dreifaltigkeitskirche in Haunsheim befindet sich ein Epitaph aus Kalkstein an der Ostwand des Chores für Zacharias Geizkofler und seine Ehefrau Maria von Rehlingen. Es wurde 1617 von Christoph Murmann d. J. in Augsburg gefertigt. Die lateinische Inschrift lautet in deutscher Übersetzung: Gott, dem Besten und Größten, geweiht / Zacharias Geizkofler / von Reiffenegg zu Gailenbach Haunsheim Moos und Wäschenbeuren / Ritter / Rat Rudolfs II. römischen Kaisers und der Erzherzöge von Österreich / eingedenk der menschlichen Hinfälligkeit / hat für sich / und Maria von Rehlingen / seiner unvergleichlichen Gattin / dieses Denkmal / in der von ihm von Grund auf erbauten Kirche / zu Lebzeiten errichtet / im Jahr des Heiles 1609 / er starb 1617 am 8. Mai zu Prag / sie im Jahre 16.. (im Oktober 1645)

## Nachkommen
⚭ 1591 Maria Jakobine, geborene Rehlinger (* unbekannt; † 1600)
1. Ferdinand Geizkofler von Gailenbach und Haunsheim (* 1592; † 1653)[5]

## Veröffentlichungen
- Drey Politische Discurs Deß Edlen und Gestrengen Herrn Zachariae Geitzkofflers von Gailenbach zu Haunßheim Ritters […]. 1614
- Außführliches in den ReichsConstitutionibus und sonsten in der Experientz Wohlgegründtes Fundamental-Bedencken über das eingerißne höchstschädliche Müntz-Unwesen / und Stäygerung der groben Geltsorten/ von Golt und Silber. 1620, Digitalisat einer Ausgabe von 1621 (DjVu-Format)
- Bedencken / Von dem Zustandt Teutscher Nation […]. 1623